# Perilitus zimmermanni
Perilitus zimmermanni är en stekelart som först beskrevs av Loan och Wylie 1984.  Perilitus zimmermanni ingår i släktet Perilitus och familjen bracksteklar. Inga underarter finns listade i Catalogue of Life.